# Diokles (Sohn des Orsilochos)
Diokles (altgriechisch Διοκλῆς Dioklḗs) ist in der griechischen Mythologie ein Sohn des Orsilochos und nach diesem König von Pharai.
In Homers Ilias hat er die Zwillingssöhne Krethon und Orsilochos, die beide im Trojanischen Krieg vor Troja kämpfen und dort von Aineias getötet werden. Nach Pausanias ist er auch der Vater der Antikleia.
In der Odyssee kehren Telemachos und Peisistratos auf ihrer Reise von Pylos nach Sparta sowie auf dem Rückweg im Haus des Diokles ein, wo sie gastfreundlich empfangen werden.